# Sonchus luxurians
Sonchus luxurians là một loài thực vật có hoa trong họ Cúc. Loài này được (R.E.Fr.) C.Jeffrey miêu tả khoa học đầu tiên năm 1966.